# Tom Dutton
Tom Dutton, właśc. Thomas Edward Dutton (ur. 10 maja 1935 w Dayboro, w stanie Queensland, zm. 21 grudnia 2021) – australijski językoznawca, który położył zasługi na polu badań języków Nowej Gwinei. Specjalista od języków południowo-wschodniopapuaskich (Southeast Papuan languages).

## Życiorys
Urodził się w 1935 w Dayboro (blisko Brisbane) w Australii.
W 1962 roku uzyskał bakalaureat z filologii angielskiej (University of Queensland). Następnie był zatrudniony jako pracownik naukowy (Queensland Speech Survey). W 1969 roku uzyskał doktorat. W latach 1969–1974 pracował jako badacz języków papuaskich na Australian National University (ANU). W latach 1975–1977 profesor University of Papua New Guinea. Zmarł w 2021 roku.

## Książki
- Dutton, T.E. The peopling of Central Papua: Some preliminary observations. B-9, viii + 190 pages. Pacific Linguistics, The Australian National University, 1969.
- Dutton, T.E. A checklist of languages and present-day villages of central and south-east mainland Papua. B-24, iv + 84 pages. Pacific Linguistics, The Australian National University, 1973.
- Dutton, T. A first dictionary of Koiari. C-122, vii + 178 pages. Pacific Linguistics, The Australian National University, 1992.
- Dutton, T.E. Conversational New Guinea Pidgin. D-12, xvi + 310 pages. Pacific Linguistics, The Australian National University, 1973.
- Dutton, T.E., Voorhoeve, C.L. Beginning Hiri Motu. D-24, xviii + 276 pages. Pacific Linguistics, The Australian National University, 1974.
- Dutton, T. Queensland Canefields English of the last nineteenth century (a record of interview with two of the last surviving Kanakas in North Queensland, 1964). D-29, xiv + 160 pages. Pacific Linguistics, The Australian National University, 1980.
- Dutton, T., Thomas, D. A New Course in Tok Pisin (New Guinea Pidgin). D-67, xxviii + 407 (3 maps 110 photos) pages. Pacific Linguistics, The Australian National University, 1985.
- Dutton, T. A dictionary of Koiari, Papua New Guinea, with grammar notes. PL-534, xxvi + 424 pages. Pacific Linguistics, The Australian National University, 2003.
- Dutton, T. Reconstructing Proto Koiarian: The history of a Papuan language family. PL-610, xii + 126 pages. Pacific Linguistics, The Australian National University, 2010.